# Dalton-Gletscher
Der Dalton-Gletscher ist ein ausladender Gletscher im westantarktischen Marie-Byrd-Land. Er fließt auf der Westseite der Alexandra Mountains in nördlicher Richtung zum Butler-Gletscher, den er südlich der Sulzberger Bay erreicht.
Der United States Geological Survey kartierte ihn anhand eigener Vermessungen und Luftaufnahmen der United States Navy aus den Jahren zwischen 1959 und 1965. Das Advisory Committee on Antarctic Names benannte ihn nach dem aus Irland stammenden medizinischen Offizier Brian C. Dalton (* 1931) von der US Navy, befehlshabender Offizier auf der Byrd-Station im Jahr 1957.